# Domicia Longina
Domicia Longina (siglo I) fue una emperatriz romana. 

## Biografía
Domicia era hija del general y cónsul Gneo Domicio Corbulón.  Casada en primeras nupcias con el senador Lucio Elio Lamia Plaucio Eliano, se divorció de él, para casarse con el futuro emperador Domiciano en 71, con quien en 73 tuvo un primer hijo, llamado Vespasiano, que murió joven, y tres años más tarde una niña, también fallecida con corta edad. El emperador la repudió al enterarse de que mantenía relaciones con un comediógrafo, de nombre Paris.

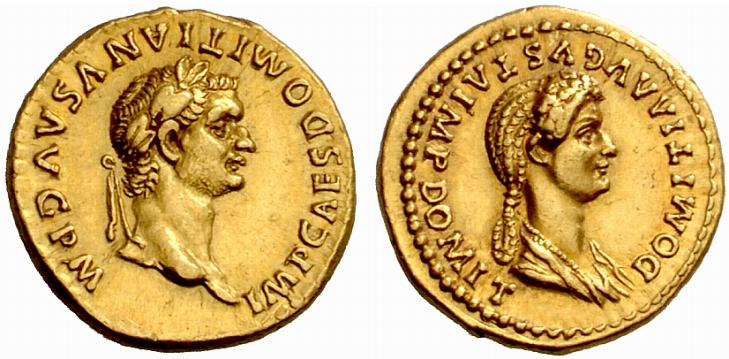
Áureo acuñado en el año 83 en el que aparecen Domiciano y Domicia, aclamada como augusta.

Sin embargo, años más tarde la volvió a llamar a su lado y tuvo con ella en 90 un segundo hijo al que también llamó Vespasiano. También este hijo falleció muy joven, con solamente cinco años de edad. El 18 de septiembre del año 96 se llevó a cabo una conjura para asesinar a Domiciano. Dion Casio, escribiendo más de un siglo después, aseguró que Domicia propició el asesinato, aunque la investigación ha descartado esta posibilidad. En realidad, como argumentó Jones en su biografía sobre Domiciano, Domicia se mantuvo fiel a su marido incluso tras su asesinato, haciéndose llamar "esposa de Domiciano" hasta el final de sus días.
Domicia murió entre los año 126 y 130, durante el reinado del emperador Adriano.